# Municipio de Bellevue (Iowa)
El municipio de Bellevue (en inglés: Bellevue Township) es un municipio ubicado en el condado de Jackson en el estado estadounidense de Iowa. En el año 2010 tenía una población de 2776 habitantes y una densidad poblacional de 24,68 personas por km².

## Geografía
El municipio de Bellevue se encuentra ubicado en las coordenadas 42°14′38″N 90°28′8″O / 42.24389, -90.46889. Según la Oficina del Censo de los Estados Unidos, el municipio tiene una superficie total de 112.5 km², de la cual 109,56 km² corresponden a tierra firme y (2,61 %) 2,93 km² es agua.

## Demografía
Según el censo de 2010, había 2776 personas residiendo en el municipio de Bellevue. La densidad de población era de 24,68 hab./km². De los 2776 habitantes, el municipio de Bellevue estaba compuesto por el 98,92 % blancos, el 0,07 % eran afroamericanos, el 0,07 % eran amerindios, el 0,04 % eran asiáticos, el 0,25 % eran de otras razas y el 0,65 % eran de una mezcla de razas. Del total de la población el 0,94 % eran hispanos o latinos de cualquier raza.